# Peter Konyegwachie
Peter Konyegwachie est un boxeur nigérian né le 26 novembre 1965 à Lagos.

## Carrière
Il remporte aux jeux olympiques d'été de 1984 à Los Angeles la médaille d'argent dans la catégorie poids plumes.

## Palmarès

### Jeux olympiques
- Médaille d'argent en -57 kg aux jeux de 1984 à Los Angeles,  États-Unis